# Oberliga 1948-1949
L'edizione 1948-49 della Oberliga vide la vittoria finale del VfR Mannheim.

## Fase finale

### 1º turno di qualificazione
| Arbitro: | Bouillon |

|                                         |           |                 |
| Boller 14’, 54’ Stender 20’ Michael 87’ | Marcatori | 83’ Cornelissen |

### 2º turno di qualificazione
| Arbitro: | Schumann |

|            |           |           |
| Boller 49’ | Marcatori | 88’ Resch |

| Arbitro: | Schumann |

|                      |           |  |
| Woitas 8’ Boller 66’ | Marcatori |  |

### Quarti di finale
| Arbitro: | Gerhard Schulz |

|  |           |                                                          |
|  | Marcatori | 3’, 77’ Michallek 17’ Erdmann 44’ Preißler 83’ Kasperski |

| Arbitro: | Bernbeck |

|            |           |            |
| Walter 10’ | Marcatori | 43’ Woitas |

| Arbitro: | Heuck |

|                |           |                     |
| Maier 71’, 73’ | Marcatori | 35’ Müller 90’ Vogt |

| Arbitro: | Trompetter |

|                                                            |           |  |
| Vigne 20’ Bolleyer 30’ Langlotz 79’ (rig.), 90’ Löttke 84’ | Marcatori |  |

| Arbitro: | Strobel |

|                                        |           |          |
| Walter 8’ Baßler 15’ Grewenig 86’, 90’ | Marcatori | 4’ Appel |

| Arbitro: | Imbeck |

|                              |           |  |
| Maier 12’ Selbert 70’ (aut.) | Marcatori |  |

### Semifinali
| Monaco di Baviera 26 giugno 1949 | Borussia Dortmund | 0 – 0 (d.t.s.) referto | Kaiserslautern | Grünwalder Stadion (60.000 spett.)\| Arbitro: \| Albert Eberle \| |
| Arbitro:                         | Albert Eberle     |                        |                |                                                                   |

| Arbitro: | Erich Kormannshaus |

|                    |           |              |
| Löttke 1’ Vigne 8’ | Marcatori | 3’ Schreiner |

| Arbitro: | Helmut Fink |

|                                             |           |            |
| Preißler 22’, 60’ Michallek 35’ Erdmann 85’ | Marcatori | 50’ Baßler |

### Finale 3º posto
| Arbitro: | Witthaus |

|                          |           |                |
| Grewenig 97’ Walter 109’ | Marcatori | 120’ Schreiner |

### Finale
| Arbitro: | Egon Zacher |

|                                                                                                  |            |                                                                                               |
| Löttke 74’, 108’ Langlotz 85’                                                                    | Marcatori  | 5’, 82’ Erdmann                                                                               |
| Jöckel Rößling Henninger Müller Keuerleber Maier Bolleyer Langlotz Löttke Stiefvater de la Vigne | Formazioni | Rau Ruhmhofer Halfen Buddenberg Koschmieder Schanko Erdmann Michallek Kasperski Preißler Ibel |
| Hans Schmidt                                                                                     | Allenatori | Havlicek                                                                                      |

## Verdetti
- VfR Mannheim campione della Germania Ovest 1948-49.